# 朱拉隆功勋章
最杰出的朱拉隆功勋章，或譯五世王勳章、朱拉宗告勳章、朱拉春高勳章，是泰國的一種勳章。1873年11月16日，暹羅（今泰國）國王朱拉隆功（拉瑪五世）為了紀念扎克里王朝建立90週年創立了該勳章，這一勳章以朱拉隆功的尊號「朱拉宗告」（จุลจอมเกล้า，Chula Chom Klao）而命名。勳章上的粉紅色是朱拉隆功的星期色。
朱拉隆功勳章共有5個等級，除特級外，男女有別，其中男性3個等級、女性4個等級。另外，除特級外，其餘每個等級勳章的持有者人數是有限制的。

## 等級勳位
- - 特級（ปฐมจุลจอมเกล้าวิเศษ，Pathom Chulachomklao Visesh，簡寫）：授予的男性勳章與授予的女性勳章外觀不同；均無人數限制。
- - 一級（ปฐมจุลจอมเกล้า，Pathom Chulachomklao，簡寫）：授予的男性勳章與授予的女性勳章外觀一致；持有者限制為男性30人、女性20人。
- - 特等二級（ทุติยจุลจอมเกล้าวิเศษ，Thutiya Chunlachomklao Wiset，簡寫）：授予的男性勳章與授予的女性勳章外觀不同；持有者限制為男性200人、女性100人。
- - 二級（ทุติยจุลจอมเกล้า，Thutiya Chunlachomklao，簡寫）：授予的男性勳章與授予的女性勳章外觀不同；持有者限制為男性250人、女性100人。
- - 特等三級（ตติยจุลจอมเกล้าวิเศษ，Tatiya Chulachomklao Visesh，簡寫）：僅授予男性，持有者限制為250人。
- - 三級（ตติยจุลจอมเกล้า，Tatiya Chulachomklao，簡寫）：授予的男性勳章與授予的女性勳章外觀不同；持有者限制為男性200人、女性250人。
- - 準三級（ตติยานุจุลจอมเกล้า，Tatiyanu Chulachomklao，簡寫）：僅授予男性，持有者限制為100人。
- - 四級（จตุตถจุลจอมเกล้า，Chatutatha Chulachomklao，簡寫）：僅授予女性，持有者限制為150人。

## 女性持有者頭銜
- 持有一級或特等二級朱拉隆功勳章的已婚女性使用「探普英」（ท่านผู้หญิง，Than Phu Ying）作為頭銜。
- 持有二級、三級或四級朱拉隆功勳章的已婚女性使用「坤英」（คุณหญิง，Khun Ying）作為頭銜。
- 持有朱拉隆功勳章的未婚女性一律使用「坤英」（คุณ，Khun）作為頭銜。

## 勳章的繼承
- 持有特級勳章者，其勳章在死後由其子繼承，代代相傳，直至沒有男性繼承人為止。
- 持有一級、特等二級或二級勳章者，其勳章在死後由其子繼承。
- 繼承勳章必須是家中長子。若其確不合適，則應傳給更小的兒子。
- 若繼承勳章者精神失常或死亡，則應傳給其子。
- 自父親處繼承勳章者，應授予三級之勳位。
- 自祖父處繼承勳章者，應授予準三級之勳位。

## 外部連結
- The Most Illustrious Order of Chula Chom Klao